# 第三惑星の秘密
『第三惑星の秘密』（だいさんわくせいのひみつ、ロシア語: Тайна третьей планеты）は、ロマン・カチャーノフ監督によるアニメーション映画。1981年、モスクワのソユーズムリトフィルムで制作された。キリール・ブルィチョフによる子供向け科学小説「アリサ・セレズニョワ」シリーズの中の「アリサの旅」に基づいている。
この映画はロシアではカルト映画とされ、アニメーション映画やSF映画のトップリストの中に登場するほどである。
この映画の短編小説がキリール・ブルィチョフ自身によって書かれている。また、この映画を元にしたコンピュータゲームも制作された。
2009年には続編となる映画「アリサの誕生日」が製作された。

## あらすじ
2181年、宇宙動物園のために珍獣を捕まえようと、ゼリョーヌイ船長の宇宙船に乗って旅立ったセレズネフ教授と娘のアリサ。宇宙の生き物に詳しい宇宙飛行士の後をついていこうとするが、何者かに阻まれてしまう。おしゃべり鳥が宇宙飛行士の行方を知っていると知り、その言葉を手がかりにメドウーサ銀河系の第三惑星を目指すのだが…。

## 声の出演
- アリサ[6] - オリガ・グロモバ
- セレズネフ教授[6]、鳥の声 - フセヴォロド・ラリオーノフ
- グロモジカ（ロシア語版） - ワシーリー・リヴァーノフ
- ゼリョーヌイ船長[6] - ユーリ・ヴォルィンツェフ
- のんき者 - グリコリー・シュピーゲル
- ヴェルホフツェフ博士 - ピョーター・ヴィシュニャコフ
- 基地のナビゲーター - ユーリ・アンドレーエフ
- キャプテン・キム - ウラジミール・ドラズニーコブ
- おしゃべり鳥[6] - ウラジミール・ケニグソン